# Andreas Rudolf Harlacher

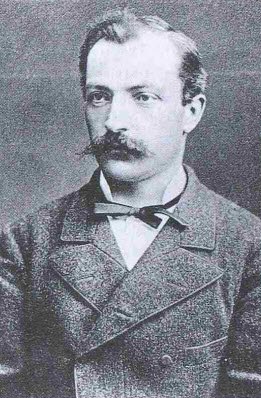
Andreas Rudolf Harlacher

Andreas Rudolf Harlacher, auch Andreas Josef Harlacher, (* 21. September 1842 in Schöfflisdorf; † 28. Oktober 1890 in Lugano; heimatberechtigt in Schöfflisdorf) war ein schweizerisch-bömischer Bauingenieur, Hydrologe, Hochschullehrer und Rektor der Deutschen Technischen Hochschule Prag.

## Leben
Andreas Rudolf, Sohn eines Bauern in Schöfflisdorf, besuchte die Industrieschule in Zürich und absolvierte von 1860 bis 1863 ein Bauingenieurstudium am Eidgenössischen Polytechnikum ebenda. Danach arbeitete er für die Schweizerische Nordostbahn (NOB), wo er Vorbereitungsarbeiten für den Bau der Bülach-Regensberg-Bahn und der Seelinie ausführte. 1866 heiratete er Sophie Ryffel, die Tochter des Statthalters des Bezirks Regensberg. Im selben Jahr erhielt er eine Assistenzstelle bei Karl Culmann, der zusammen mit Johannes Wild die gesamte Bauingenieurausbildung am Polytechnikum in Zürich bestritt. Harlacher gründete die Gesellschaft ehemaliger Polytechniker (GEP), heute ETH Alumni.
Mit 27 Jahren wurde Harlacher ordentlicher Professor für Ingenieurwissenschaften an der Deutschen Technische Hochschule in Prag, der er 1876 bis 1877 als Rektor vorstand. Seine Aufgabe war die Ausbildung der Bauingenieure, die er anfangs alleine bestritt. Nach der Entlastung vom Unterricht durch andere Lehrkräfte konnte er sich vermehrt der Forschungsarbeit widmen. Harlacher beschäftigte sich mit Hydrometrie, dem Messen der Abflussmengen von Flüssen. Diese Fachrichtung kannte er bereits von seinem Lehrmeister Culmann, der sich 1867 an der internationalen Rheinstrommessung bei Basel betätigte. Bei diesen Messungen wurden während sieben Tagen verschiedene Messmethoden zur Feststellung der Abflussmenge miteinander verglichen.
Harlacher wurde Leiter der hydrometrischen Sektion der Hydrografischen Kommission des Königreichs Böhmen. Die Monarchie war anfangs der 1870er-Jahre schwer gebeutelt von Überschwemmungen. Er entwickelte eine Methode zur Voraussage des für die Schifffahrt wichtigen Elbwasserstandes, die auf der Messung der Abflüsse der Moldau und zweier weiterer Zuflüsse beruhte. Dabei wurden auch Hochwasserwarnungen aufgrund von Starkniederschlägen und der Schneeschmelze ausgegeben. Weiter erstellte er 1878 die hydrografische Karte des Königreiches Böhmen.
Harlacher verstarb in einem Alter von nur 48 Jahren an einem Herzversagen in Lugano.

## Weiterentwicklung des hydrometrischen Flügels

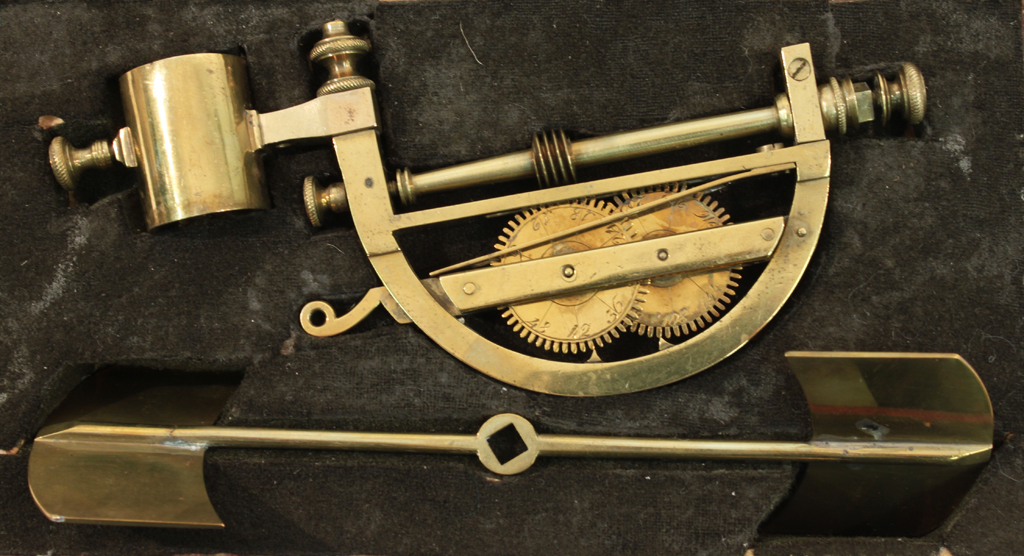
Woltmannscher Flügel: unten der Propeller, oben der Flügelkörper mit dem Zählwerk

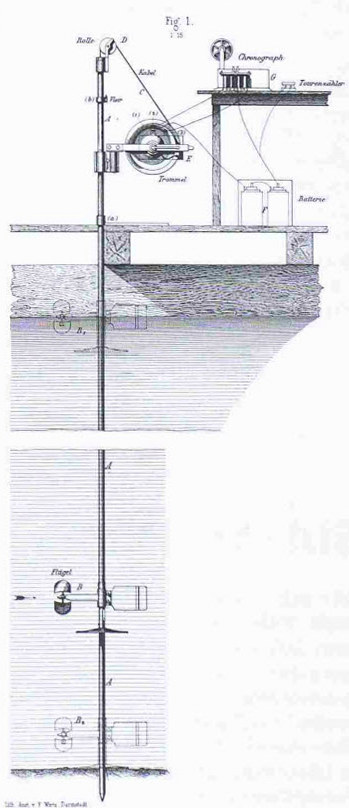
Von Harlacher entwickelter elektrischer Integrator zur Ermittlung der Fliessgeschwindigkeit eines Gewässers

Bereits bei den Rheinstrommessungen zeigte sich, dass die von Woltmann entwickelten hydrometrischen Flügel anderen Messgeräten überlegen waren. Sie bestanden im Wesentlichen aus einem Propeller, der von der Strömung angetrieben wurde, und einem Zählwerk zum Festhalten der Anzahl der Umdrehungen pro Zeitspanne. Um das Zählwerk abzulesen, musste das Messgerät jeweils aus dem Wasser gehoben werden.
Harlachers Weiterentwicklung bestand darin, dass er das unmittelbar auf der Welle befestigte Zählwerk durch ein elektrisches System ersetzte, das nach 50 oder 100 Umdrehungen eine Klingel bediente. Dadurch musste das Messgerät zwischen einzelnen Messungen nicht mehr aus dem Wasser gehoben werden, was Zeit einsparte. Die Umsetzung der Idee erfolgte durch Jakob Amsler-Laffon aus Schaffhausen. Eine Weiterentwicklung stellte der elektrische Integrator dar. Bei diesem System wurde der hydrometrische Flügel gleichmässig entlang einer vertikal im Fluss angebrachter Stange bewegt, womit ein über eine vertikale Linie gemittelte Fliessgeschwindigkeit gemessen werden konnte. Der dazugehörende Chronograph mit Marinechronometer stammte von Matthäus Hipp, einem in der Schweiz lebenden deutschen Uhrmacher und Erfinder.

## Andreas-Rudolf-Harlacher-Preis
Das Tschechische Hydrologische Institut verleiht alle ein bis drei Jahre den Andreas-Rudolf-Harlacher-Preis für einen aussergewöhnlichen Beitrag zur Entwicklung der Hydrologie und des hydrologischen Dienstes in Tschechien. Die verliehene Medaille zeigt auf der Vorderseite das Konterfei von Harlacher, auf der Rückseite den elektrischen Integrator.

## Sonstiges

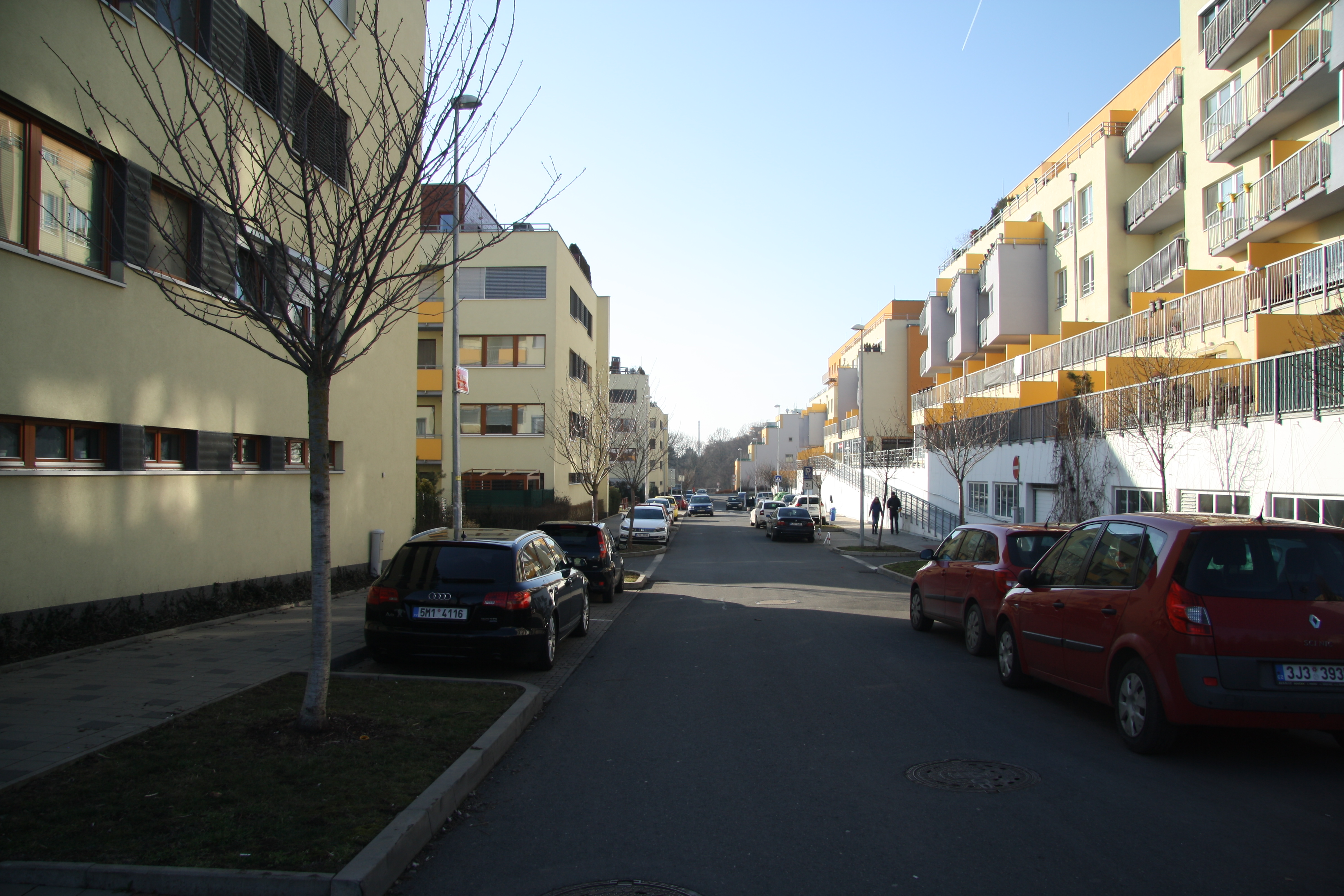
Blick in die Strasse Harlacherova in Prag

Im Prager Neubauquartier Sabechlitz wurde 2012 zu Ehren Harlachers eine Strasse Harlacherova benannt.

## Werke
- Andreas Rudolf Harlacher: Wetli's Eisenbahnsystem zur Ueberwindung starker Steigungen : Sein absoluter und relativer Werth für den Locomotivbetrieb steiler Bahnen, und seine Verwendung für die schweizerischen Alpenbahnen. Zürcher & Furrer, Zürich 1871.
- Andreas Rudolf Harlacher: Die Messungen in der Elbe und Donau und die hydrometrischen Apparate und Methoden d. Verf. 1881 (eingeschränkte Vorschau in der Google-Buchsuche).
- Andreas Rudolf Harlacher: Mitteilungen über eine einfache Ermittlung der Abflussmengen von Flüssen und über die Vorherbestimmung der Wasserstände. 1886.
- Andreas Rudolf Harlacher: Hydrographische Karte des Königreiches Böhmen. Hrsg.: Hydrographische Commission des Königreichs Böhmen. 1878 (chartae-antiquae.cz).